# Grand Slam (golf)
 For alternative betydninger, se Grand Slam (flertydig). (Se også artikler, som begynder med Grand Slam)
Grand Slam i golf er et uofficielt koncept for mandlige golfspillere, som igennem tiderne har ændret karakter.
Golfens Grand Slam omfatter i dag 2007, de fire store golfturneringer The Masters, US Open, British Open og PGA Championship, som alle skal vindes i samme kalenderår. Ingen har endnu været i stand til at vinde de fire turneringer samme år. Tiger Woods er den golfspiller der har været nærmest ved målet. Woods har sejre i alle fire turneringer over en to-årig periode.
Før The Masters blev grundlagt blev de engelske- og amerikanske amatørmesterskaber betragtet som en del af Grand Slam, men er i dag som ovenfor angivet erstattet af The Masters og PGA Championship.
Kun én golfspiller har vundet den uofficielle titel, amatøren Bobby Jones i 1930.